# Anders Iwers

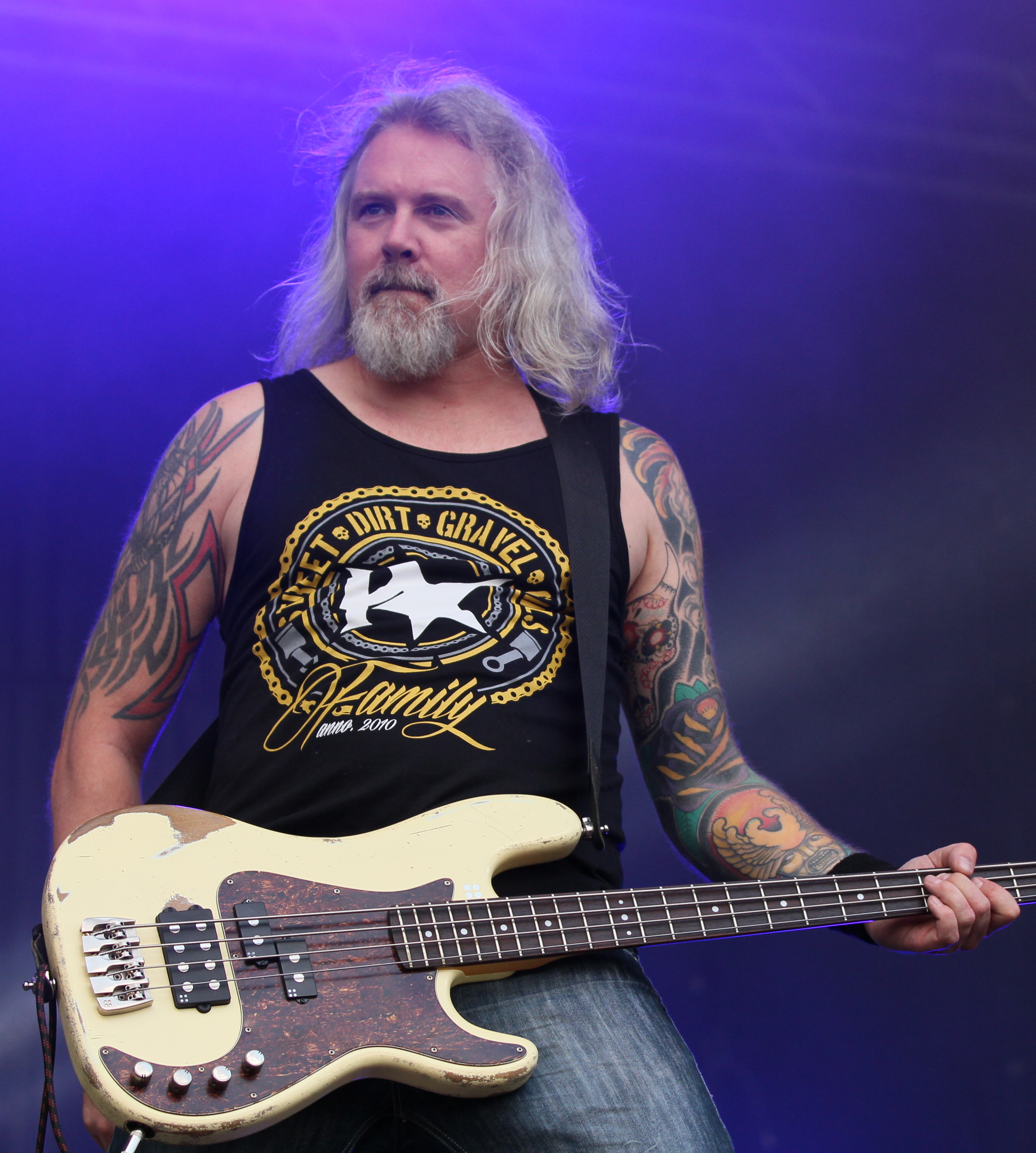
Anders Iwers (2014)

Anders Iwers (* 6. Oktober 1972) ist ein schwedischer Gitarrist und Bassist. Er ist Mitglied der Metal-Bands Tiamat sowie Ceremonial Oath und spielte zuvor unter anderem bei Cemetary und Dark Tranquillity. Anders Iwers ist der ältere Bruder des ehemaligen In-Flames-Bassisten Peter Iwers. 

## Werdegang
Iwers' erste Band war Desecrator, die im Jahre 1990 zwei Demos veröffentlichten. Ein Jahr später änderte die Band ihren Namen in Ceremonial Oath, mit denen Iwers als Gitarrist zwei Alben veröffentlichte, bevor sich die Band im Jahre 1995 auflöste.
Ein Jahr zuvor schloss sich Iwers der Band Cemetary an, mit denen als Gitarrist er drei Alben veröffentlichte. 1997 lösten sich auf Cemetary auf. An der im Jahre 2000 erfolgten zwischenzeitlichen Wiedervereinigung nahm Iwers nicht teil. Nach der Auflösung von Cemetary ging Anders Iwers zu der Band Tiamat, mit denen er als Bassist sechs Alben veröffentlichte. Im Jahre 2003 nahm Iwers mit der Band Mercury Tide das Album Why? auf. Bei der Band handelte es sich um ein Soloprojekt des Angel-Dust-Sängers Dirk Thurisch. 
Im Oktober 2016 wurde Iwers als neuer Bassist der Band Dark Tranquillity vorgestellt. Mit der Band veröffentlichte er die Alben Atoma und Moment. Letzteres wurde im Jahre 2021 mit dem schwedischen Musikpreis Grammis in der Kategorie Hardrock/Metal ausgezeichnet. Im August 2021 verließ Iwers die Band wieder.
Neben seinen Hauptbands war Iwers als Livemusiker in verschiedenen Bands aktiv. So half er in der Gründungsphase von In Flames mit und spielte auch einige Konzerte mit der Band. 1997 spielte Iwers als Gitarrist eine Tournee mit der italienischen Band Lacuna Coil. Seit 2014 ist Iwers als Live-Bassist bei der Band Avatarium aktiv, da der eigentliche Bassist Leif Edling aus gesundheitlichen Gründen keine Konzerte mehr spielt.

## Diskografie
| mit Cemetary - 1994: Black Vanity - 1996: Sundown - 1997: Last Confessions mit Ceremonial Oath - 1993: The Book of Truth - 1995: Carpet | mit Dark Tranquillity - 2016: Atoma - 2020: Moment mit Mercury Tide - 2003: Why? | mit Tiamat - 1997: A Deeper Kind of Slumber - 1999: Skeleton Skeletron - 2002: Judas Christ - 2003: Prey - 2008: Amanethes - 2012: The Scarred People |